# Kanaal Nimy-Blaton-Péronnes
Het Kanaal Nimy-Blaton-Péronnes verbindt Nimy bij Bergen, gelegen aan het "Grand Large" meer, met Péronnes, gelegen aan de Schelde. Het vormt samen met het Centrumkanaal en het Kanaal Charleroi-Brussel de verbinding tussen het Schelde- en het Maasbekken. Het kanaal is de opvolger van het oude Kanaal Pommerœul-Antoing dat in 1826 geopend werd. Bedoeling van beide kanalen was de Borinage een goede afvoerroute te bieden voor zijn steenkoolmijnen door een verbinding te maken met de Schelde.

## Sluizen
Het kanaal loopt vrijwel over zijn gehele lengte op hetzelfde niveau. Kort voor de monding in de Schelde wordt het hoogteverschil van 18,10 m overwonnen door twee sluizen. Te Blaton, net voor de aftakking van het Kanaal Blaton-Aat, is een keersluis die in geval van een dijkbreuk het kanaal kan afsluiten zodat het kanaal niet volledig leegloopt.
- hoogte te Nimy: 33,80 m
- hoogte te Péronnes: 15,85 m

- Péronnes: sluis van 86 m x 12 m - verval van 12,50 m
- Péronnes: sluis van 86 m x 12 m - verval van 5,60 m

## Trafiek
| Jaar | volume (×1000 ton) | aantal schepen |
| ---- | ------------------ | -------------- |
| 1987 | 790                | 2577           |
| 1990 | 927                | 3506           |
| 2000 | 1686               | 5315           |
| 2005 | 2277               | 6259           |
| 2010 | 2915               | 6676           |
| 2015 | 2853               | 6789           |

## Verbinding met andere kanalen
Het kanaal staat in verbinding met volgende kanalen
- Kanaal Blaton-Aat: te Blaton
- Kanaal Pommerœul-Antoing: te Blaton (oude kanaalarm die niet langer bevaarbaar is)
- Kanaal Pommerœul-Condé: te Pommerœul